# Raab-Katzenstein
Raab-Katzenstein Flugzeugwerk var en tysk flygplanstillverkare i Kassel.
Företagt bildades av konstruktören och flygaren Antonius Raab, Kurt Katzenstein och Anatole Gobiet i november 1925. 
Företaget fick omedelbart en framgång med sitt första flygplan Kl 1 Schwalbe som var en vidareutveckling av Dietrich Gobiet DP II Bussard. 
Efter första världskriget anställdes Gerhard Fieseler 1926 som flyglärare och testpilot vid företaget. Vid sidan av arbetet för Raab-Katzenstein deltog Fieseler i olika flygtävlingar och flyguppvisningar. För att få fram ett flygplan som motsvarade hans krav inledde han 1928 konstruktionsarbetet med sitt första flygplan Fieseler F1 som tillverkades vid Raab-Katzenstein. Han kom senare att konstruera Raab-Katzenstein RK-26 Tigerschwalbe som köptes i ett exemplar av AB Svenska Järnvägverkstaderna (ASJA) med rätt till licenstillverkning av ytterligare 25 flygplan för Svenska Flygvapnet.
När Raab-Katzenstien gick i konkurs 1931 lämnade Fieseler företaget för att starta en egen firma. Raab tvingades lämna Tyskland 1933 och under 1934 försökte han starta ett nytt företag i Lettland, men på grund av ointresse från de lettiska militärflyget blev bara några vidareutvecklade prototypflygplan av Tiegerschwalbe tillverkade där. Han startade senare företaget AEKKEA-RAAB i Grekland. Fram till konkursen konstruerade man 12 olika flygplansmodeller vid fabriken.

## Flygplan producerade vid Raab-Katzenstein
- Fieseler F1
- Raab-Katzenstein RK-7 Schmetterling
- Raab-Katzenstein RK-9 Grasmücke ett exemplar köptes av Douglas Hamilton 1929 (SE-ACE).
- Raab-Katzenstein RK-26 Tiegerschwalbe i Svenska Flygvapnet Sk 10